# Гриффин, Дайан
Дайан Эдмунд Гриффин (англ. Diane Edmund Griffin; 5 мая 1940, Айова-Сити, Айова — 28 октября 2024) — американский учёный-медик, вирусолог. Доктор медицины (1968), доктор философии (1970), Университетский заслуженный сервис-профессор Университета Джонса Хопкинса, где трудилась с 1970, вице-президент НАН США (с 2013, член с 2004). Также член Нац. медицинской академии США (2004) и Американского философского общества (2018). Пионер в области вирусологии инфекционных заболеваний, всемирно известный эксперт по альфавирусам, острому энцефалиту, кори, ВИЧ и малярии.

## Биография
Выросла в Оклахома-Сити.
Окончила Augustana College (Illinois) (бакалавр биологии, 1962). Степени доктора медицины (1968) и доктора философии по микробиологии (1970) получила в Стэнфордской школе медицины. Специализировалась по лечению внутренних болезней. Являлась постдоком в Университете Джонса Хопкинса и поступила в его штат в 1974 году как ассистент-профессор: с 1979 года ассоциированный профессор, с 1986 года профессор. С 1994 по 2014 заведующая кафедрой молекулярной микробиологии и иммунологии (первоначально - кафедра иммунологии и инфекционных заболеваний) Johns Hopkins Bloomberg School of Public Health, с 2010 Университетский заслуженный сервис-профессор, до последних дней жизни - эмерит по кафедре молекулярной микробиологии. С 2001 по 2007 год директор-основатель Научно-исследовательского института малярии Джона Хопкинса. 
В 2007 году президент Американского общества микробиологии; экс-президент American Society for Virology. Член Американской академии микробиологии и International Society for NeuroVirology, а также Association of American Physicians и Американской ассоциации содействия развитию науки, как и Американского общества инфекционных заболеваний. В 2024 избрана в Американскую академию искусств и наук.
С 1994 по 2004 год редактировала Journal of Virology.
Автор более 400 публикаций. Ее работы цитировались более 24 700 раз. Вышла замуж в 1965, овдовела в 2011; супруг также работал в Университете Джона Хопкинса, они познакомились в Стэнфордском университете. Остались двое сыновей, внуки.

## Награды и отличия
- Введена в Maryland Women's Hall of Fame[англ.] (2009)[3]
- Pioneer Award, International Society for NeuroVirology[англ.] (2009)[8]
- Rudolf Virchow Medal, Вюрцбургский университет (2010)
- Wallace Sterling Lifetime Alumni Achievement Award, Стэнфордский университет (2011)
- Gilman Scholar Университета Джонса Хопкинса (2011)[9]
- FASEB Excellence in Science Award[англ.] (2015)
- Maxwell Finland Award[англ.], National Foundation for Infectious Diseases (2016)[3]
- Alice C. Evans Award Американского общества микробиологии (2017)[10]